# Chiostro di Voltorre
Il chiostro di Voltorre è ciò che rimane di un ex complesso religioso cluniacense risalente al XII secolo situato in Lombardia a Voltorre, frazione del comune di Gavirate, sulla sponda settentrionale del lago di Varese. L'espressione si riferisce comunemente all'intera struttura, che comprende appunto un chiostro, la piccola chiesa absidata di San Michele di Voltorre con il campanile, ed alcuni locali un tempo parte di un più ampio edificio monastico.

## Storia

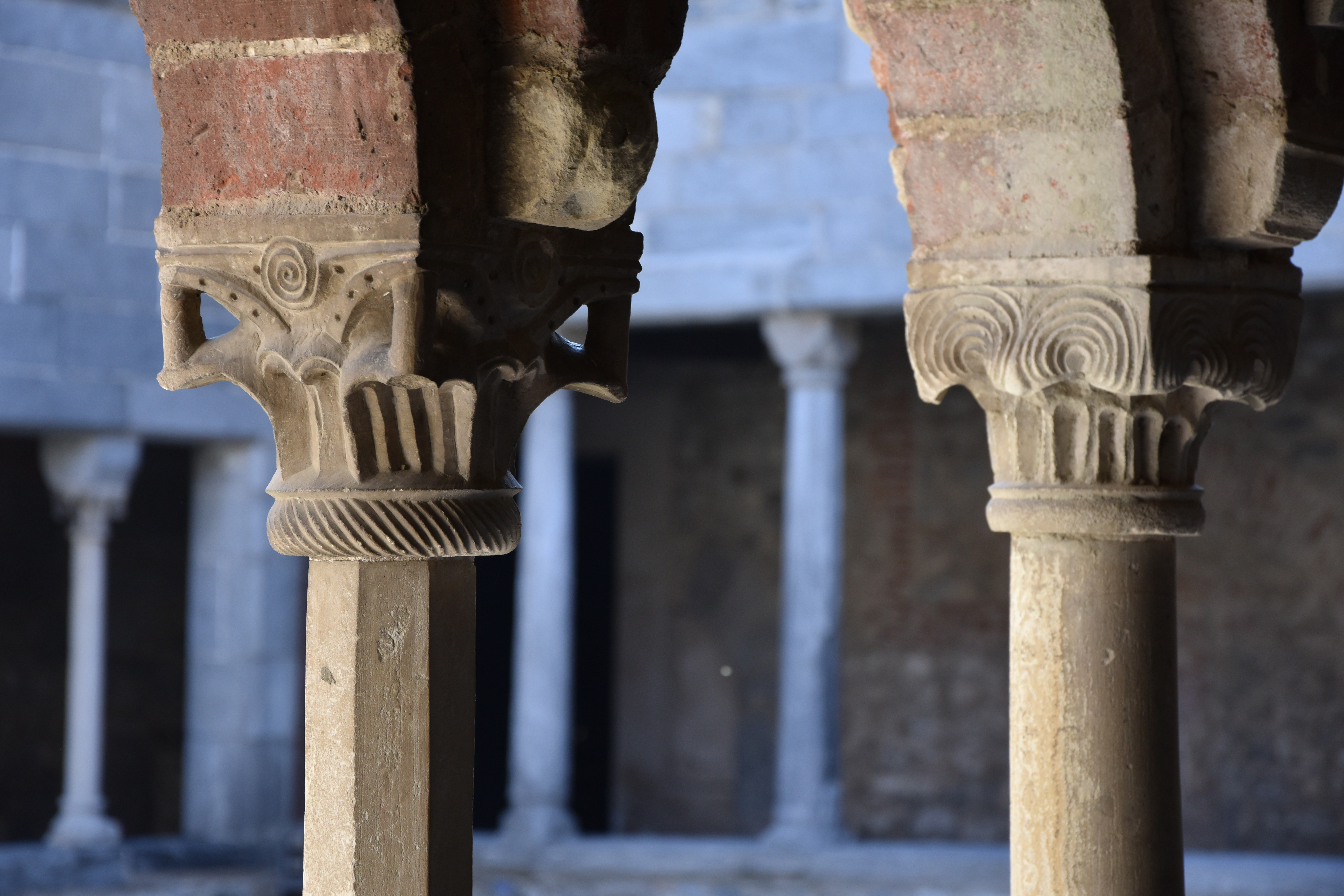
Particolare dei capitelli romanici

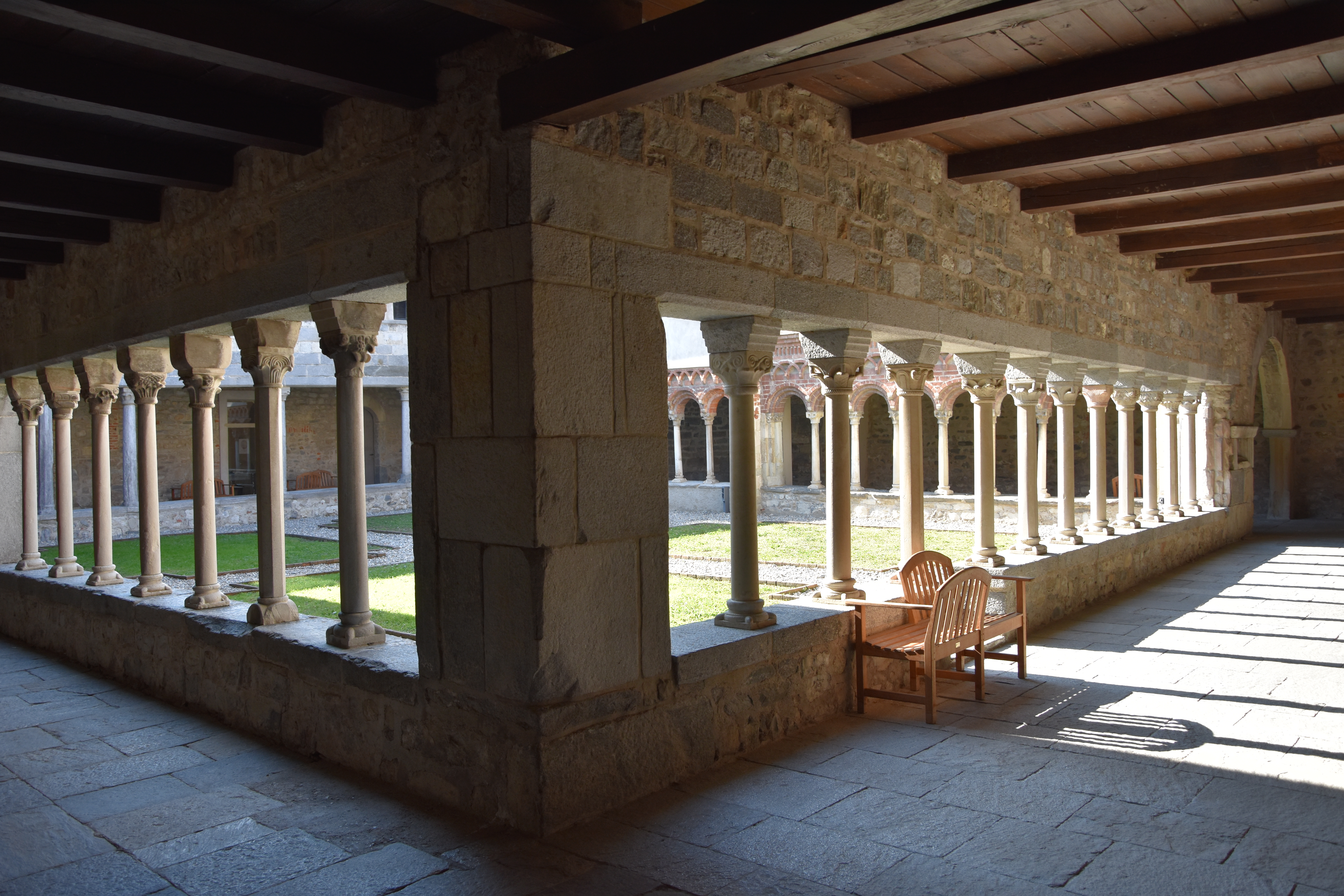
L'interno del chiostro

### Il priorato cluniacense
Nel Medioevo, le aree paludose adiacenti al Lago di Varese furono bonificate dai seguaci di San Bernone di Cluny, per essere usate per l'agricoltura. I monaci costruirono il loro insediamento a Voltorre. L'inizio dei lavori di costruzione della chiesa di San Michele risalgono all'XI secolo (forse attorno al 1060) o al massimo alla prima metà di quello successivo, edificata dai monaci cluniacensi in stile romanico sul sedime di due chiese più antiche e sorte in epoca longobarda. Dell'originale costruzione conserva l'abisde romanica, oggi in parte inglobata nella struttura del chiostro, su cui è ancora visibile la decorazione ad architetti pensili e una cornice a denti di sega. 
Alla seconda metà del secolo XII risale la torre campanaria quadrangolare ubicata a nord del chiostro, caratterizzata da una massiccia struttura muraria in pietra scandita da conci angolari, aperta da alcune feritoie e monofore, culminante in un'ampia cella campanaria, rifatta nei secoli successivi. Altri studiosi, a motivo della sua posizione anomala, la ritengono una torre militare romana, legata al sistema contro le invasioni dei barbari, altri la ritengono altomedievale. 
La costruzione del monastero e soprattutto del chiostro risente della mano dello scultore Lanfranco da Ligurno, maestro che ha lasciato la firma datata 1265, visibile sul capitello oggi conservato sulla parete verso Nord-Est: “+LA FRÃC MAG STER FIL DOMERGATII DELI VVRNO”. Probabilmente non ha solo lavorato alla decorazione ma al progetto dell'intera struttura. Dei quattro lati del chiostro, tre sarebbero stati costruiti verso la fine del XII secolo, più precisamente nel 1196; il rimanente lato sarebbe invece tardivo di circa mezzo secolo.
Nella bolla di papa Anastasio del 6 aprile 1154, che elenca i possedimenti dell'Abbazia di Fruttuaria di San Benigno Canavese, è citata una ”ecclesiam vulturni”, in cui si riconosce il priorato di Voltorre. Il 21 aprile 1197 l’abate Oberto di Fruttuaria attribuisce al priore di Voltorre la carica di vicario per i monasteri dell’ordine di San Benigno di Fruttuaria collocati a oriente del corso del Ticino fino al mare Adriatico.
La comunità di religiosi vi rimase fino al XV secolo, quando il monastero venne assegnato “in commenda”, passando sotto la proprietà di diverse famiglie nobili di Varese originanti dagli Orrigoni. All'estinzione del ramo dinastico nel 1519, il complesso fu gestito dai canonici lateranensi di Santa Maria della Passione di Milano, fino al definitivo esproprio del 1798, avvenuto a seguito delle disposizioni emanate l'anno precedente delle autorità francesi di Napoleone occupanti la zona. Nel Settecento la chiesa di san Michele assunse il suo aspetto attuale, con una facciata a capanna con un portale a cornice mistilinea sopra il quale si apre un'alta finestra. L'interno ha una navata unica con una cappella laterale sinistra nella quale si conservano una statua della Madonna e un affresco che rappresenta i Re Magi. Navata e presbiterio sono scanditi da lesene corinzie e presentano eleganti cornici in stucco rococò che inquadrano dipinti a monocromo. Sull'altare maggiore una tela rappresenta S. Michele Arcangelo.

### I restauri
Seguì circa un secolo di frazionamento della proprietà e di uso improprio, che determinò uno stato di abbandono del bene fino alla fine del XIX secolo, quando alcuni esponenti del mondo della cultura locale, quali Luca Beltrami, Luigi Conconi e Lodovico Pogliaghi, iniziarono a interessarsi al valore artistico del luogo, e tentarono di iniziare una campagna di restauri. Le trattative coi vari proprietari e con la soprintendenza si arrestarono però bruscamente nel 1913, quando un enorme incendio devastò i locali del monastero, distruggendone completamente una parte importante, compresi diversi capitelli e colonnine del chiostro.
Solo nel primo dopoguerra una porzione del complesso fu acquistata dallo Stato, che iniziò finalmente il restauro e la ricostruzione del chiostro nel 1929. Nel 1954 la provincia di Varese comprò la parte ancora in mani private del bene, e nel 1978 riuscì a farsi affidare la parte rimanete dal demanio. Dopo aver completato il restauro, il luogo è stato adibito a centro culturale e spazio museale, con un occhio di riguardo verso l'arte contemporanea.

## Descrizione
Il chiostro ha la forma di un quadrilatero irregolare, con al centro un piccolo giardino, con un pozzo nell’angolo sud-ovest.  I quattro lati hanno differente lunghezza e diverso numero colonne, realizzate in pietra di Saltrio, di forma cilindrica, più frequentemente, od ottagona, che sorreggono l’antico dormitorio dei monaci al piano superiore. I capitelli in pietra di Saltrio presentano di diversa forma, derivati dal prototipo corinzio che si evolve fino allatipologia a crochet. La parte orientale e quella settentrionale del chiostro sono originali, mentre i lati sud ed est sono stati ricostruiti nel 1929 dopo il rovinoso incendio. Ma la particolarità architettonica del chiostro di San Michele a Voltorre è di avere tre lati a trabeazione in pietra liscia e il quarto ad archetti in cotto a tutto sesto con tripla ghiera sormontate da un motivo di archetti pensili intrecciati. Non si conoscono esempi con una simile struttura della stessa epoca, se non il chiostro di Piona ed il battistero di Parma.

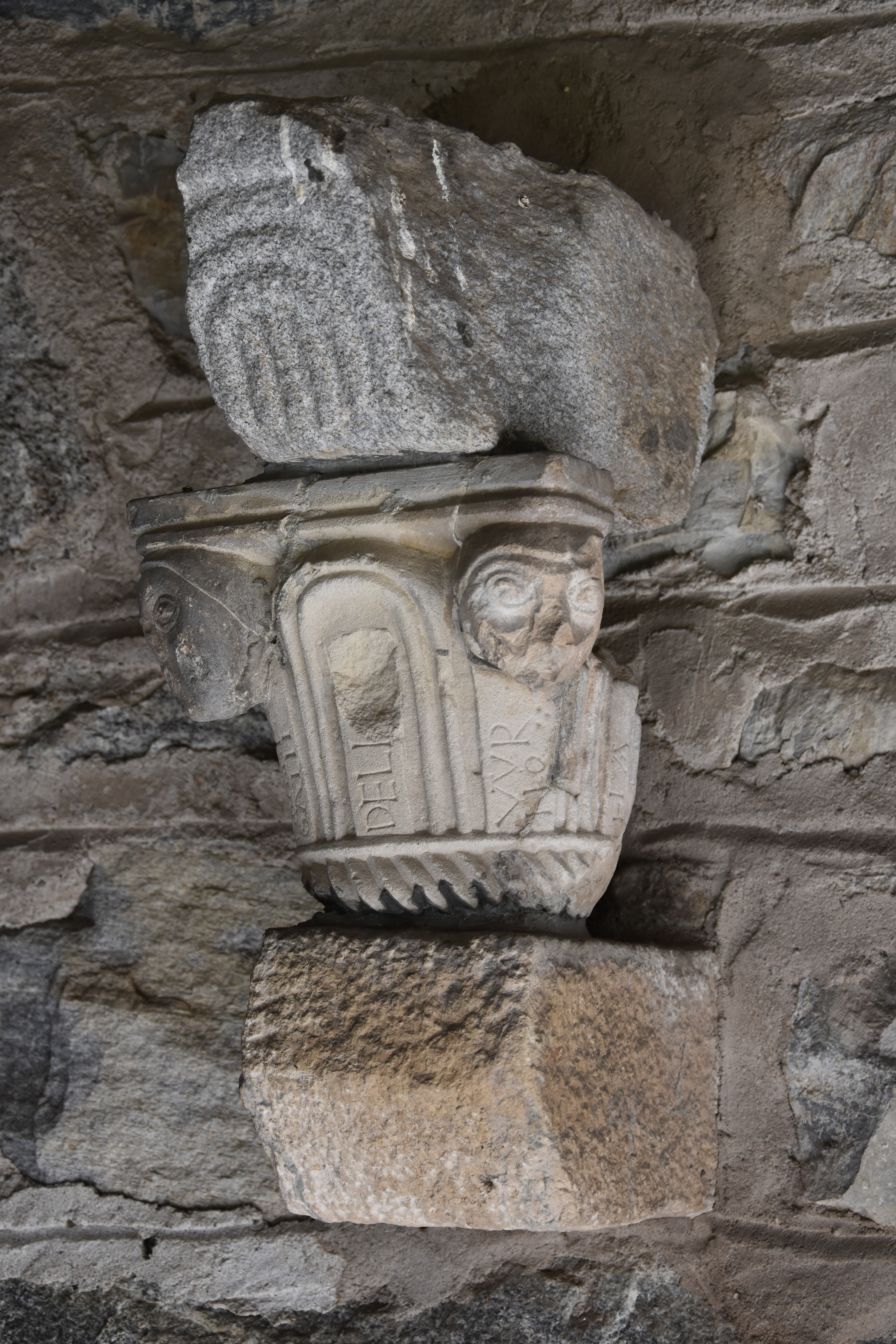
Capitello firmato dallo scultore Lanfranco da Ligurno
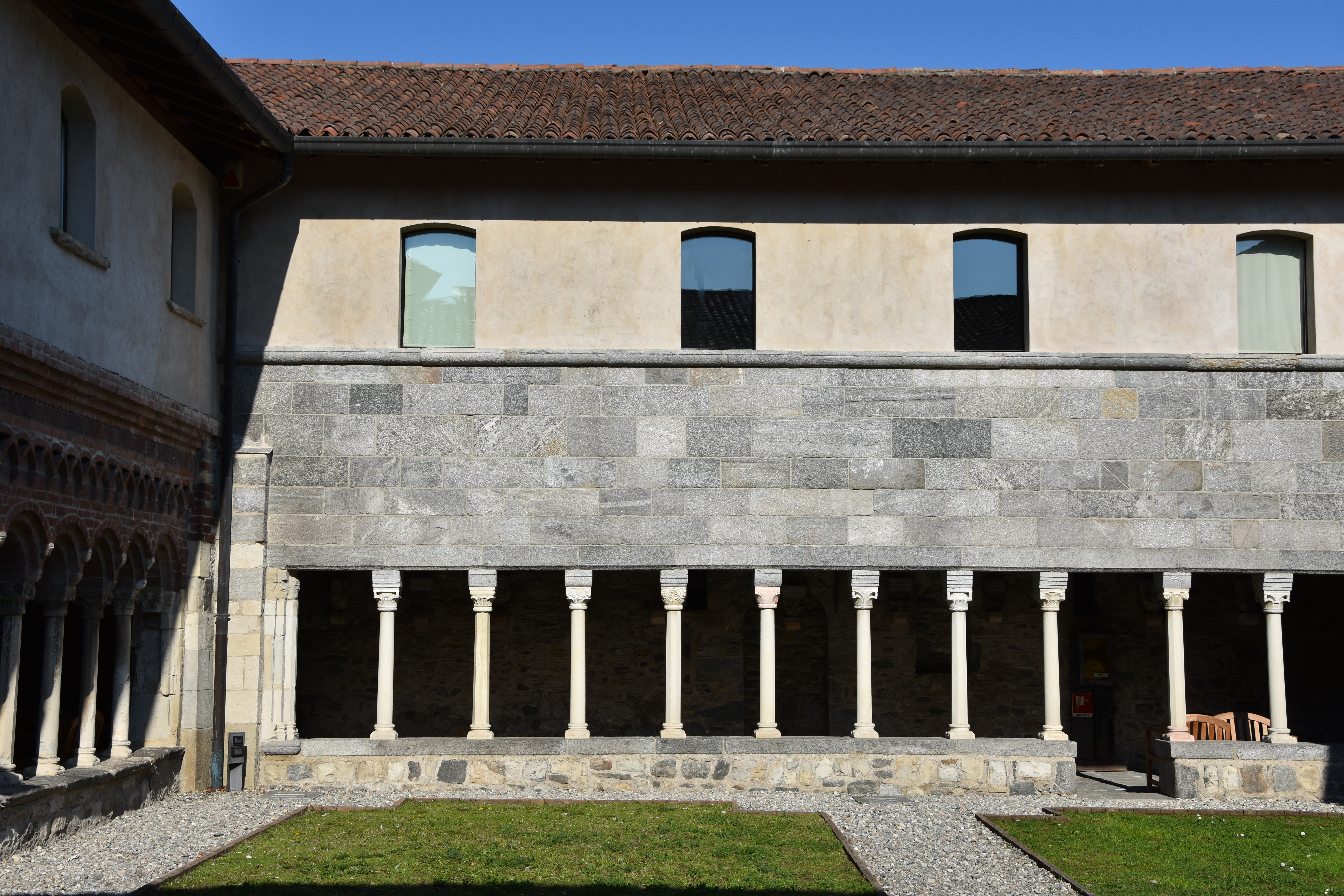
lato est del chiostro
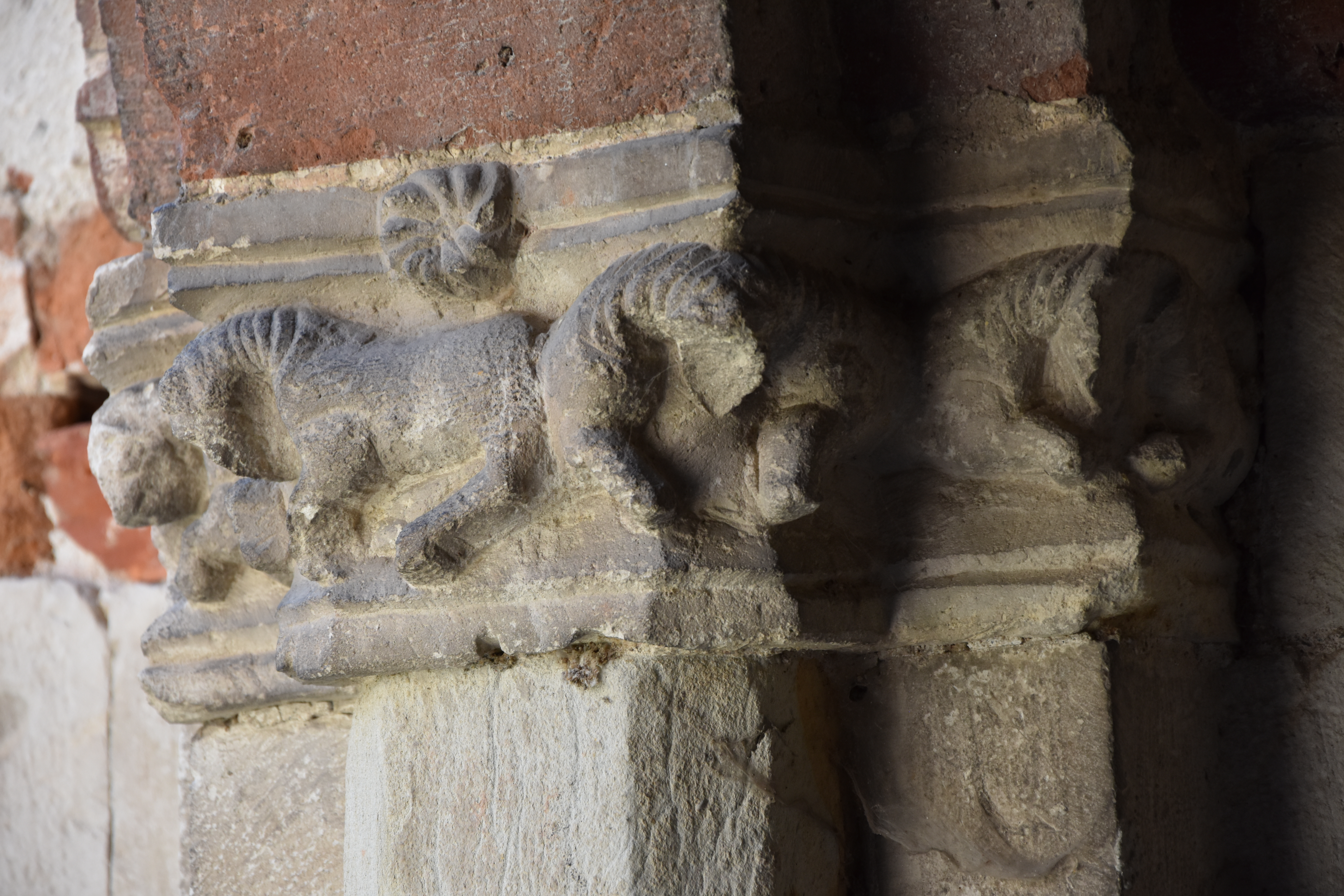
capitello zoomorfo
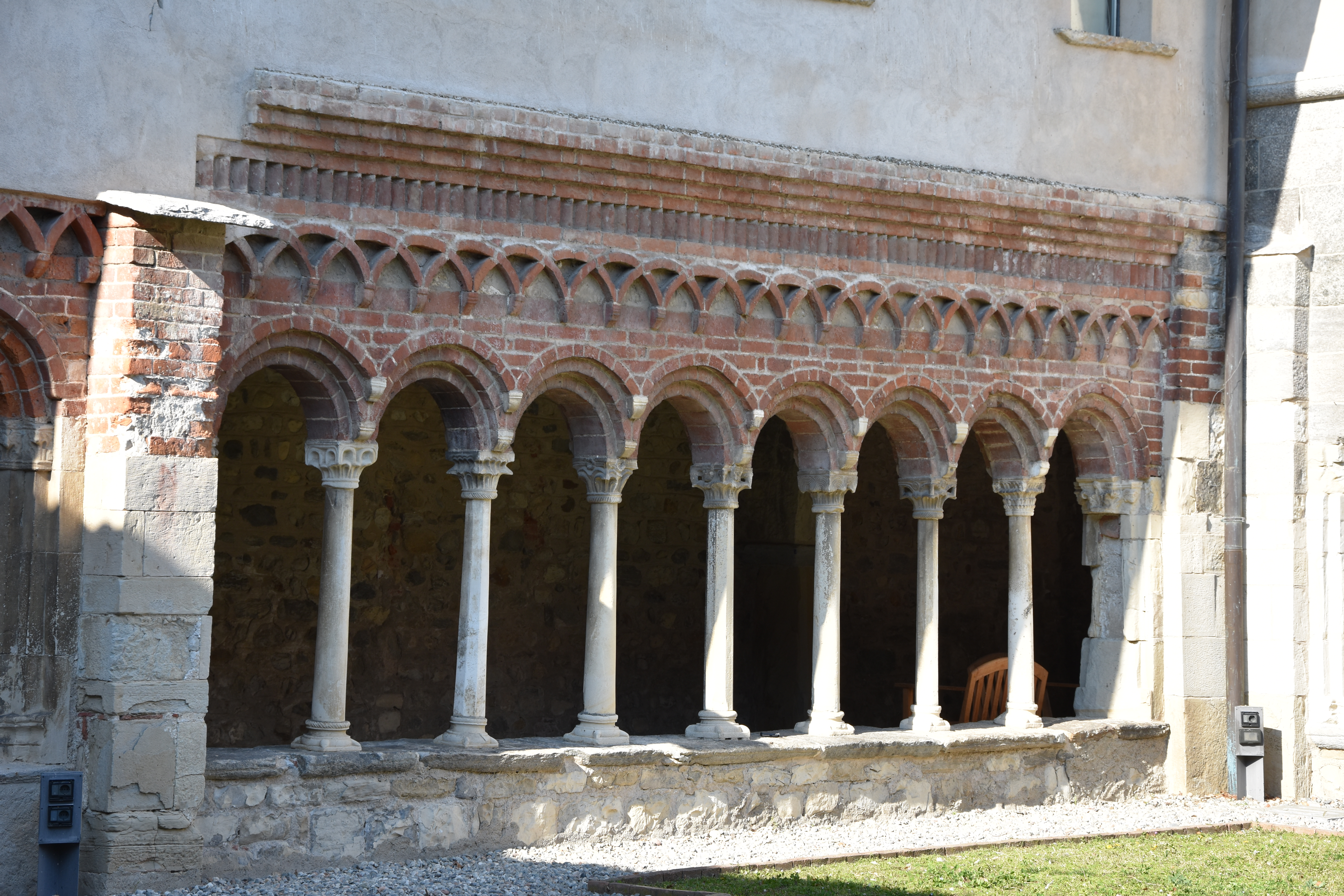
lato nord
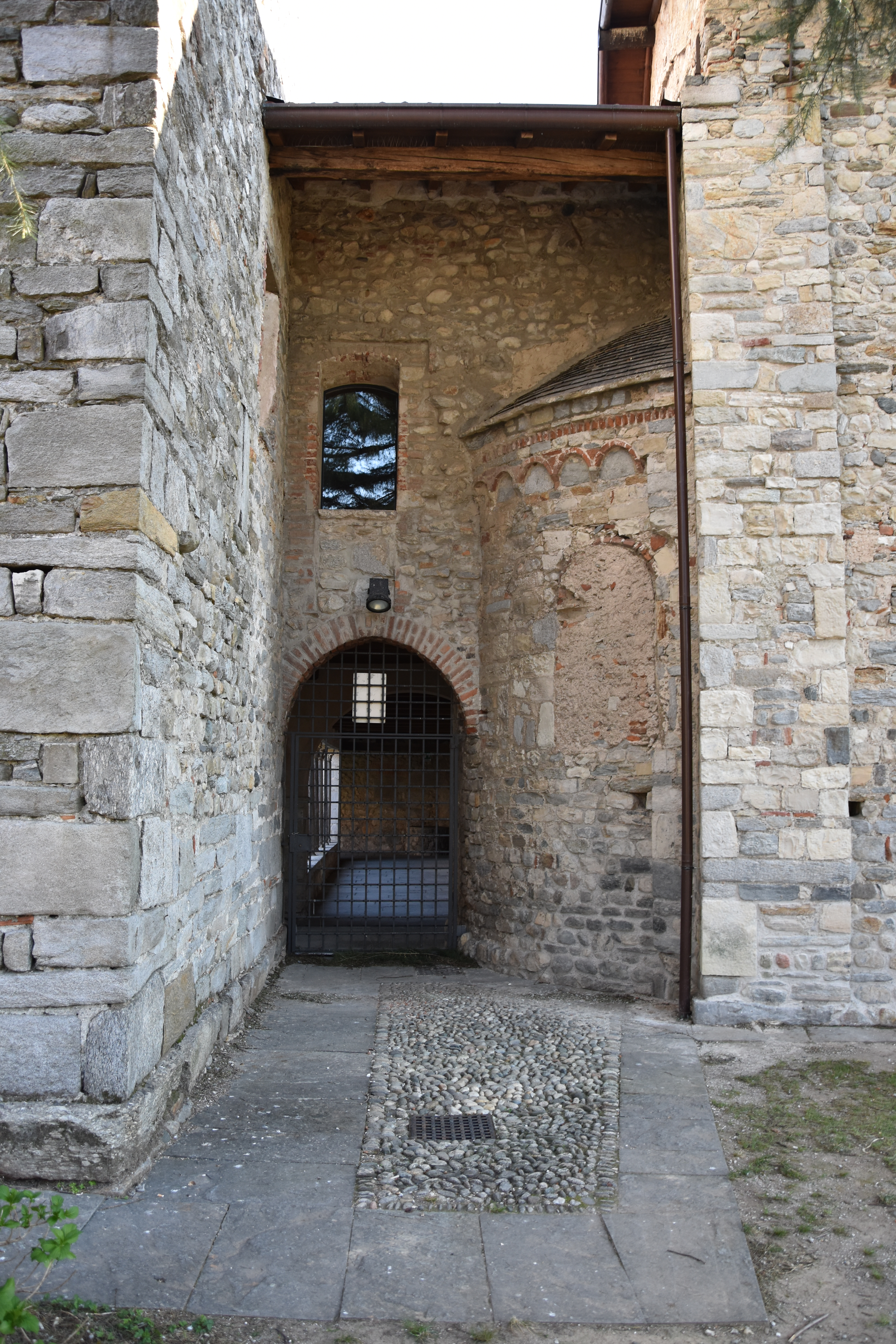
Abside della chiesa